# Gluviopsis paphlagoniae
Gluviopsis paphlagoniae är en spindeldjursart som beskrevs av Frank Archibald Sinclair Turk 1960. Gluviopsis paphlagoniae ingår i släktet Gluviopsis och familjen Daesiidae. Inga underarter finns listade i Catalogue of Life.